# Fátima do Sul
Fatima do Sul es un municipio brasileño ubicado en el estado de Mato Grosso do Sul.

## Historia
El cumpleaños de este municipio es festejado el 9 de julio, pero el verdadero día de su cumpleaños es el 17 de noviembre, el motivo del cumpleaños ser festejado en este día, es porque en la misma fecha algunas personas contrariaron las órdenes de la colonia agrícola de Dourados, construyeron una balsa, invadieron la costa derecha del río que hoy corta el municipio .
Durante la travesía se rompieron los cables que sustentavan la balsa, ocasionando la muerte de decenas de personas, para homenajear a esas personas se festeja el cumpleaños en dicha fecha.

## Geografía

### Ubicación
Fátima do Sul está ubicado en el centro del estado , a 250 kilómetros de la capital estatal Campo Grande , la altitud es de 352 m s. n. m. , limita con los municipios de Vicentina , Dourados , Jateí , Mundo Novo .

### Superficie y Población
La población es de 19.327 según los datos del IBGE , la superficie es de 315 km² , siendo uno de los más pequeños municipios brasileños , la densidad es de 53,5 hab/km².
Alcalde Henry gonzales puescas